# Ley del Parlamento de 1911
La Ley del Parlamento de 1911 (1 & 2 Geo. 5. c. 13) es una ley del Parlamento del Reino Unido. Es de importancia constitucional y rige en parte la relación entre la Cámara de los Comunes y la Cámara de los Lores, las dos cámaras del Parlamento. La Ley del Parlamento de 1949 establece que la Ley del Parlamento de 1911 y la Ley del Parlamento de 1949 deben interpretarse conjuntamente como una sola ley y que ambas pueden citarse conjuntamente como las Leyes del Parlamento de 1911 y 1949.
La ley eliminó por completo el derecho de la Cámara de los Lores a vetar proyectos de ley sobre cuestiones presupuestarias y sustituyó su derecho de veto sobre otros proyectos de ley públicos por la facultad de retrasarlos hasta un máximo de dos años (la Ley del Parlamento de 1949 lo redujo a uno). También redujo el mandato máximo de un parlamento de siete años (establecido por la Ley Septenaria de 1716) a cinco.
Tras el rechazo del Presupuesto Popular de 1909 por parte de la Cámara de los Lores, la Cámara de los Comunes intentó establecer su dominio formal sobre la Cámara de los Lores, que había infringido las convenciones al oponerse al proyecto de ley. El presupuesto fue finalmente aprobado por la Cámara de los Lores, tras la confirmación del mandato democrático de la Cámara de los Comunes mediante la celebración de elecciones generales en enero de 1910. La siguiente ley del Parlamento, que pretendía evitar la repetición de los problemas presupuestarios, también encontró una amplia oposición en la Cámara de los Lores, y el debate interpartidista fracasó, en particular debido a su aplicabilidad a la aprobación de un proyecto de ley de Home Rule irlandés. Tras unas segundas elecciones generales en diciembre, la ley fue aprobada con el asentimiento del monarca, Jorge V, después de que la Cámara de los Lores cediera ante la amenaza del gobierno de que la mayoría conservadora en la Cámara de los Lores podría ser superada mediante la creación de numerosos nuevos pares liberales.

## Antecedentes
Hasta la Ley del Parlamento de 1911, no había forma de resolver los desacuerdos entre las dos cámaras del Parlamento excepto mediante la creación de pares adicionales por parte del monarca. La reina Ana había creado doce pares tories para votar a través del Tratado de Utrecht en 1713. La Ley de Reforma de 1832 había sido aprobada cuando la Cámara de los Lores abandonó su oposición a ella: el rey Guillermo IV había amenazado con crear ochenta nuevos pares a petición del primer ministro, Earl Grey. Esta ley creó una convención informal que los lores cedían cuando el público apoyaba a la Cámara de los Comunes. Por ejemplo, la desestabilización irlandesa, que había sido un importante punto de discordia entre los dos partidos principales desde la década de 1830, fue aprobada por los lores en 1869 tras la intervención de la reina Victoria y la victoria de William Gladstone en las elecciones de 1868. Sin embargo, en la práctica, esto otorgó a los lores el derecho a exigir dicho apoyo público y a decidir la fecha de las elecciones generales.
La opinión predominante era que la Cámara de los Lores no podía modificar los proyectos de ley monetarios, ya que sólo la Cámara de los Comunes tenía el derecho a decidir sobre los recursos a los que podía recurrir el monarca. Sin embargo, esto no le impidió rechazar de plano dichos proyectos de ley. En 1860, con la derogación de los impuestos sobre el papel, todos los proyectos de ley sobre finanzas se consolidaron en un solo presupuesto. Esto impidió a la Cámara de los Lores rechazar componentes individuales, y la perspectiva de rechazar el presupuesto completo parecía insostenible. No fue hasta 1909 que esta posibilidad se hizo realidad. Antes de la ley, los lores tenían derechos iguales a los de la Cámara de los Comunes sobre la legislación pero, por convención, no utilizaban su derecho de veto sobre medidas financieras.
Desde la escisión liberal de 1886, la Cámara de los Lores contaba con una abrumadora mayoría conservadora-liberal unionista. Mientras el Partido Liberal intentaba impulsar importantes reformas en materia de bienestar social con un apoyo popular considerable, parecía seguro que surgirían problemas en la relación entre las cámaras. Entre 1906 y 1909 varias medidas importantes fueron considerablemente diluidas o directamente rechazadas: por ejemplo, Augustine Birrell presentó el Proyecto de Ley de Educación de 1906, que pretendía abordar las quejas de los no conformistas derivadas de la Ley de Educación de 1902, pero fue modificado por los lores hasta tal punto que efectivamente se convirtió en un proyecto de ley diferente, con lo cual los comunes lo abandonaron. Esto condujo a una resolución en la Cámara de los Comunes el 26 de junio de 1907, presentada por el primer ministro liberal Henry Campbell-Bannerman, que declaraba que el poder de los lores debía ser restringido. En 1909, con la esperanza de forzar una elección, los lores rechazaron el proyecto de ley financiera basado en el presupuesto del gobierno (el "Presupuesto Popular") presentado por David Lloyd George, por 350 votos contra 75. Esta acción, según la Cámara de los Comunes, fue "una violación de la constitución y una usurpación de los derechos de los comunes". Los lores sugirieron que la Cámara de los Comunes demostrara en las urnas la veracidad de su afirmación de que el proyecto de ley representaba la voluntad popular. El gobierno liberal intentó lograrlo mediante las elecciones generales de enero de 1910. La representación liberal en la Cámara de los Comunes se redujo drásticamente, pero el partido mantuvo la mayoría con la ayuda de un número significativo de diputados del Partido Parlamentario Irlandés (IPP) y del Partido Laborista. El IPP consideró que el poder continuado de los Lores era perjudicial para la perspectiva de asegurar el Home Rule irlandés. Tras las elecciones, los Lores cedieron en el presupuesto (que había sido reintroducido por el gobierno), y fue aprobado por la Cámara de los Lores el 28 de abril, un día después de la votación de la Cámara de los Comunes.

## Pasaje
Los lores se encontraban ahora ante la perspectiva de una ley del Parlamento, que contaba con un apoyo considerable de los nacionalistas irlandeses. Se acordó una serie de reuniones entre el gobierno liberal y miembros de la oposición unionista. Se celebraron veintiuna de ellas entre el 16 de junio y el 10 de noviembre. En los debates se consideraron una amplia gama de propuestas, con un acuerdo inicial sobre proyectos de ley financieros y sobre una sesión conjunta de los comunes y los lores como medio para imponer la superioridad de los Comunes en áreas controvertidas; el número de miembros de los Lores presentes sería limitado de modo que una mayoría liberal de cincuenta o más en la Cámara de los Comunes pudiera anular la decisión de los Lores. Sin embargo, la cuestión de la autonomía para Irlanda fue la principal controversia, ya que los unionistas buscaban eximir dicha ley del trámite de la ley del Parlamento mediante una excepción general para los proyectos de ley "constitucionales" o "estructurales". Los liberales apoyaron una excepción para los proyectos de ley relacionados con la monarquía y la sucesión protestante, pero no la autonomía. El 10 de noviembre se declaró el fracaso de las conversaciones.
El gobierno amenazó con otra disolución si no se aprobaba la Ley del Parlamento, y cumplió su amenaza al ver que la oposición en la Cámara de los Lores no disminuía. Las elecciones generales de diciembre de 1910 apenas produjeron cambios con respecto a enero. La segunda disolución del Parlamento parece haber sido contraria a los deseos de Eduardo VII. Eduardo había fallecido en mayo de 1910, mientras la crisis aún estaba en curso. A su sucesor, Jorge V, se le preguntó si estaría dispuesto a crear suficientes pares, lo cual solo haría si surgía el problema. Esto habría significado crear más de 400 nuevos pares liberales. El rey, sin embargo, exigió que el proyecto de ley tuviera que ser rechazado al menos una vez por los lores antes de su intervención. Dos enmiendas presentadas por los lores fueron rechazadas por los comunes, y la oposición al proyecto de ley mostró pocas señales de disminuir. Esto llevó a Herbert Henry Asquith a declarar la intención del rey de superar la mayoría en la Cámara de los Lores creando suficientes nuevos pares. El proyecto de ley fue finalmente aprobado en la Cámara de los Lores el 11 de agosto de 1911, por 131 votos contra 114, una mayoría de 17. Esto reflejó un gran número de abstenciones.

## Resultado
La Cámara de los Lores continuó proponiendo enmiendas a proyectos de ley sobre temas financieros sobre los cuales no tenía derecho a veto; y en varios casos, estas fueron aceptadas por la Cámara de los Comunes. Entre ellos se incluyen el Proyecto de Ley de Indemnización de China de 1925 y el Proyecto de Ley de la Industria Pesquera Costera de 1947. El uso del veto, ahora temporal, de los lores sigue siendo un poderoso freno a la legislación.
Se utilizó en relación con la Ley de Gobierno de Irlanda de 1914, que había estado bajo amenaza de veto de los lores, ahora derogada. Los protestantes de Úlster se habían opuesto firmemente a la aprobación del proyecto de ley. Sin embargo, la Ley del Gobierno de Irlanda de 1914 nunca entró en vigor debido al estallido de la Primera Guerra Mundial. Se introdujeron enmiendas a la Ley del Parlamento de 1911 para prolongar la vigencia del parlamento de 1910 tras el estallido de la guerra, así como la del parlamento de 1935 debido a la Segunda Guerra Mundial. Estas enmiendas establecieron exenciones especiales al requisito de celebrar elecciones generales cada cinco años.
La legislación aprobada sin el consentimiento de la Cámara de los Lores, en virtud de las disposiciones de la Ley del Parlamento, se sigue considerando legislación primaria, es decir, una ley parlamentaria plenamente válida. La importancia de esto se destacó en el caso Jackson contra el Fiscal General, en el que se cuestionó la legalidad de la Ley del Parlamento de 1949. La impugnación alegaba que la Ley del Parlamento de 1911 había delegado facultades del Parlamento en su conjunto a la Cámara de los Comunes y que, por lo tanto, la Ley del Parlamento de 1949 era legislación delegada y no primaria. De ser así, la Cámara de los Comunes no podría ampliar sus propias facultades mediante la Ley del Parlamento de 1949 sin la autorización directa de la Cámara de los Lores. Al haberse aprobado al amparo de la ley de 1911, la ley de 1949 nunca recibió la aprobación necesaria de la Cámara de los Lores. Sin embargo, el Comité Judicial de la Cámara de los Lores concluyó que la ley de 1911 no tenía como objetivo principal otorgar poderes a la Cámara de los Comunes, sino más bien restringir la capacidad de los Lores de rechazar la legislación, es decir, alterar el proceso mediante el cual el Parlamento en su conjunto promulga la legislación. Por tanto, la ley de 1949 había sido promulgada legalmente. Esta sentencia también parece significar que los esfuerzos para abolir la Cámara de los Lores (un cambio constitucional importante) mediante la ley podrían tener éxito, aunque el tema no se abordó directamente en la sentencia.

### Caso
1. ↑  Jackson v Attorney General, UKHL 56, [2005] 4 All ER 1253.

### Citas
1. ↑  The Parliament Act 1949, section 2(2). Copia digitalizada de la Base de Datos de Leyes Estatutarias del Reino Unido. Consultado el 2 de diciembre de 2011.
2. 1 2 3 4 5 6 7 8  Bradley, Ewing (2007). p. 203.
3. ↑  Magnus 1964, p540
4. 1 2  Keir (1938). p. 477.
5. ↑  Barnett (2002). p. 535.
6. 1 2 3 4 5  Jackson, Leopold (2001). p. 168.
7. ↑  Havighurst, Alfred F., Britain in Transition: The Twentieth Century, University of Chicago Press, 1985, pp. 89–90: see  Internet Archive
8. ↑  McKechnie, The Reform of the House of Lords p. 2
9. ↑  Magnus 1964, p. 534
10. ↑  Ensor (1952). p. 417.
11. ↑  Ensor (1952). p. 420.
12. ↑  Keir (1938). p. 477.
13. 1 2  Ensor (1952). p. 422.
14. 1 2 3  Ensor (1952). p. 423.
15. ↑  Keir (1938). pp. 477–478.
16. ↑  Jackson, Leopold (2001). p. 168.
17. ↑  Bradley, Ewing (2007). p. 204.
18. ↑  Keir (1938). p. 478.
19. ↑  Joint Committee (2002). Section 6.
20. ↑  Jackson, Leopold (2001). p. 169.
21. ↑  Barnett (2002). p. 536.
22. ↑  Bradley y Ewing, 2007, p. 153.
23. ↑  Bradley, Ewing (2007). p. 40.
24. ↑  Bradley, Ewing (2007). p. 57.
25. 1 2  Bradley, Ewing (2007). p. 68.
26. 1 2  Barnett, Jago (2011). p. 445.
27. ↑  Bradley, Ewing (2007). p. 74.